# Рід Дате
Рі́д Да́те (яп. 伊達氏, だてし, МФА: [date ɕi̥]) — самурайський рід в Японії 12 — 19 століття. Нащадок північної гілки аристократичного роду Фудзівара. Володар земель на півдні провінції Муцу, в районі префектури Фукусіма.
У 16 столітті очолювався Дате Масамуне, одним з найбільших політичних лідерів тогочасної Півінчно-Східної Японії.
Із утворенням сьоґунату Токуґава в 17 столітті переселений до міста Сендай.
До середини 19 століття був володарем Сендай-хану. Бічна гілка роду керувала уділом в Уваджімі провінції Ійо, сучасній префектурі Ехіме.